# 长爪厚唇兰
长爪厚唇兰（学名：Epigeneium yunnanense）为兰科厚唇兰属下的一个种。其种加词“yunnanense”意为“云南的”。